# 池下駅

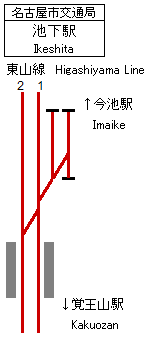
配線図

池下駅（いけしたえき）は、愛知県名古屋市千種区覚王山通7丁目にある、名古屋市営地下鉄東山線の駅である。駅番号はH14。
当駅は東山線運転区が管理している。
東山線運転上の主要な駅に数えられ乗務員の交代が当駅で行われるほか、早朝にはこの駅を始発とする列車も1本設定されている（前日の夜に藤が丘駅から回送されてくる）。

## 歴史
- 1960年（昭和35年）6月15日：栄町駅（現・栄駅） - 当駅間の延伸に伴い開業[1]。
- 1963年（昭和38年）4月1日：東山公園駅までの延伸開業に伴い途中駅となる[1]。
- 1997年（平成9年）10月：東改札口のバリアフリー化が行われ、エレベーターが設置された。
- 2011年（平成23年）2月11日：manaca運用開始。
- 2015年（平成27年）12月7日：可動式ホーム柵使用開始。

## 駅構造
相対式2面2線のホームを持つ地下駅で可動式ホーム柵が設置されている。
高畑寄りには旧池下車庫への引込み線を利用した留置線がある。
駅は「池下バスターミナル」、名古屋交通開発機構が所有する「池下ビル」（チカシン池下）、名古屋市営住宅「池下荘」との合築となっている。当駅付近では東山線は比較的浅いところを通っているため、西改札口（1番出入口）は、池下バスターミナルやチカシン池下の1階と同じ階層にある。
2017年（平成29年）7月18日より、西改札外に「ローソン名古屋地下鉄池下駅店」が設置されている。この店舗は中日ドラゴンズの選手やドアラのデザインがなされている特別店舗であり、ドラゴンズのオフィシャルグッズが販売されている。かつては「サークルKミニ名古屋池下店」があったが、契約満了のため2017年（平成29年）3月16日に閉店した
東改札口（2番出入口）はサンクレア池下の地下1階と同じ階層にある。
エレベーターは東改札口側にのみ設置されている。東改札口から地上へは、サンクレア池下内のエレベーターを使用する。
当駅の東側は急カーブして錦通の地下から広小路通の地下へと移る。この区間のトンネルは名古屋市営地下鉄で初めての（単線）シールドトンネルとなっている。東山線でシールドトンネルとなっているのはここが唯一である。

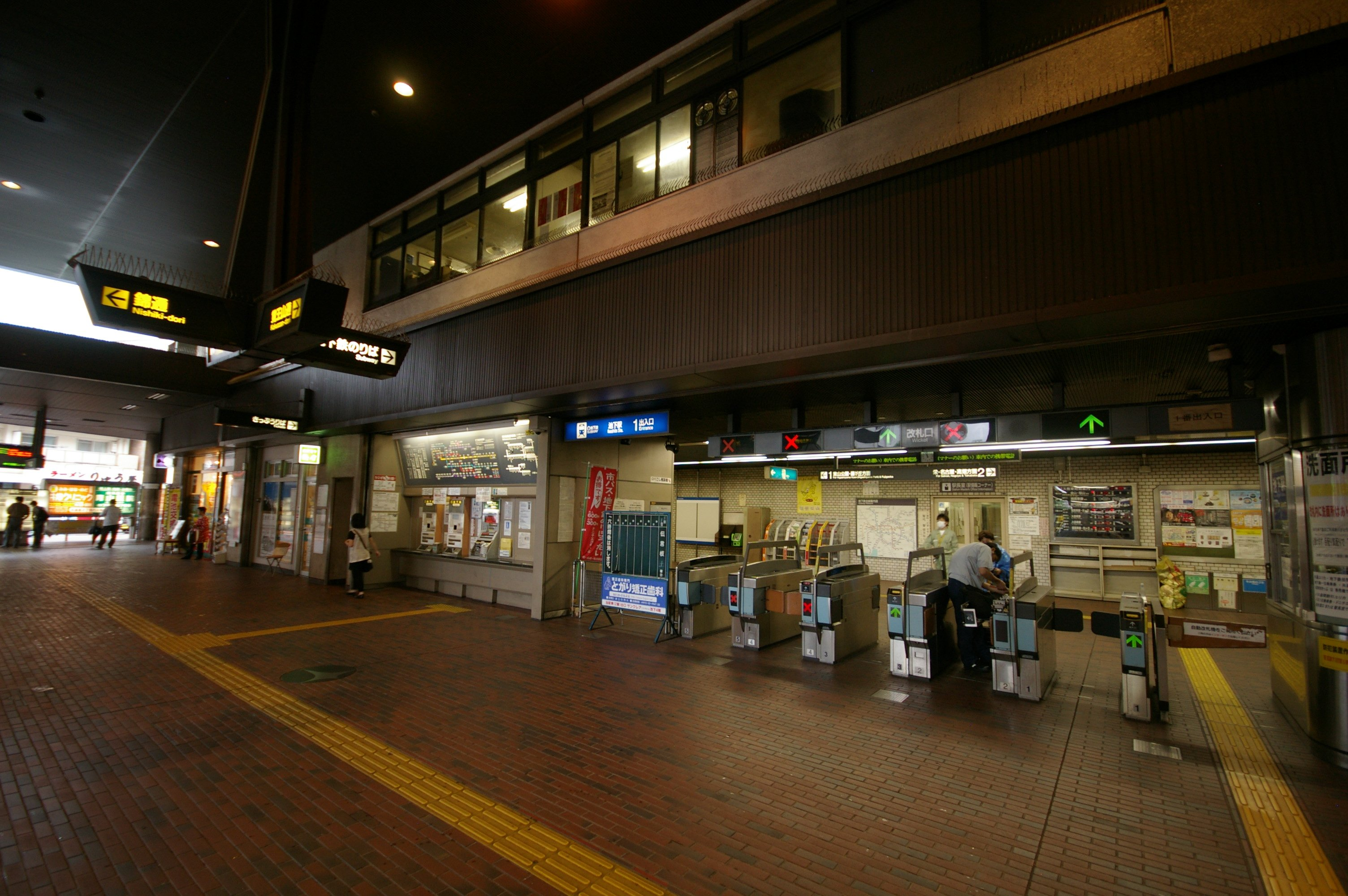
西改札口（2009年8月）
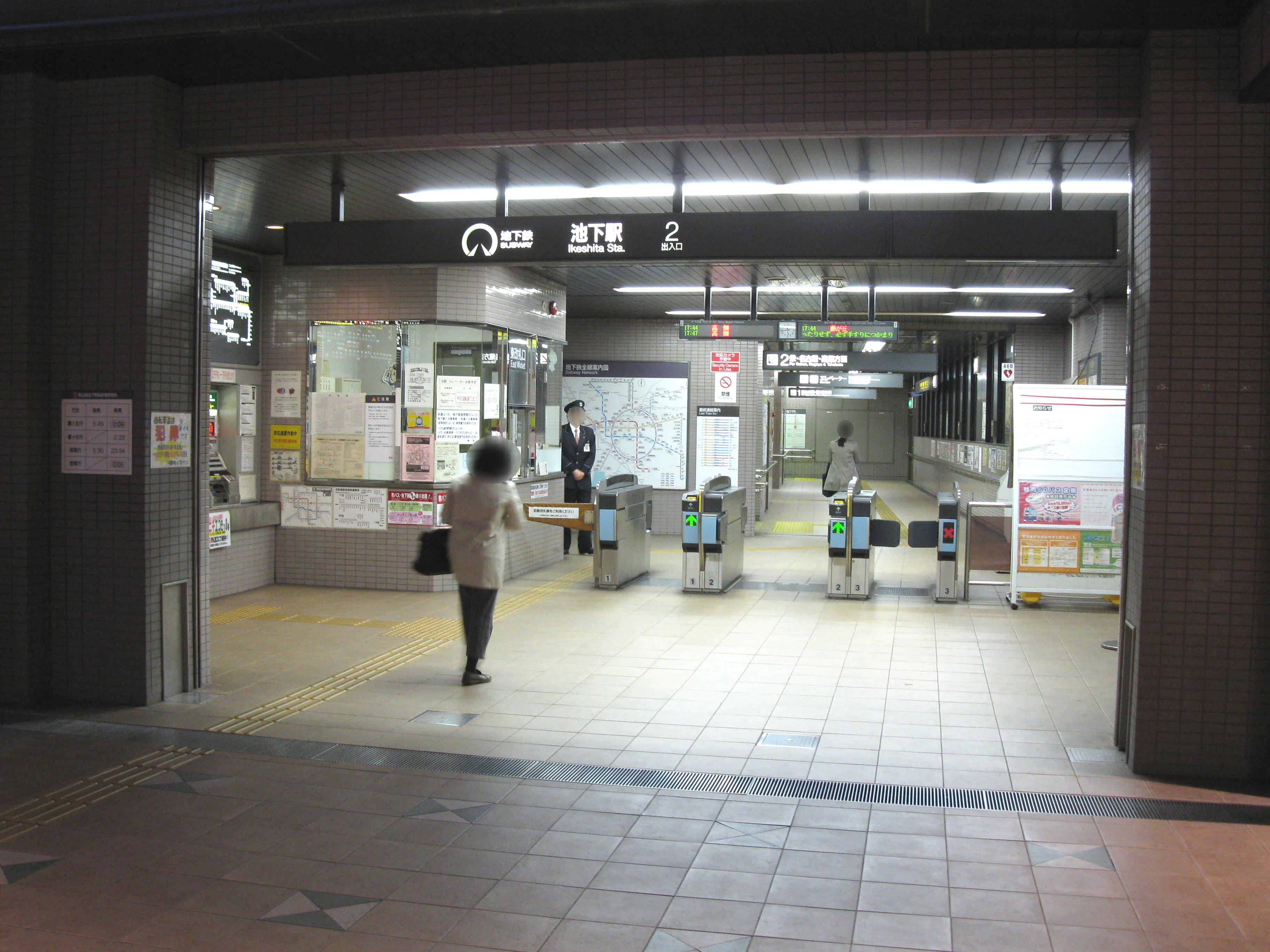
東改札口（2010年3月）

### のりば
| ホーム | 路線   | 行先                 |
| ------ | ------ | -------------------- |
| 1      | 東山線 | 東山公園・藤が丘方面 |
| 2      | 東山線 | 栄・名古屋・高畑方面 |

## 利用状況
2019年（令和元年）度の乗車人員は5,026,823人、同年度の1日平均乗車人員は13,734人である。
近年の年度別乗車人員の推移は下表のとおりである。
| 年度               | 乗車人員 | 乗車人員  |
| 年度               | 1日平均  | 年度毎    |
| ------------------ | -------- | --------- |
| 1987年（昭和62年） | 15,908   | 5,822,355 |
| 1988年（昭和63年） | 14,080   | 5,139,345 |
| 1989年（平成元年） | 15,318   | 5,591,222 |
| 1990年（平成02年） | 14,957   | 5,459,377 |
| 1991年（平成03年） | 15,604   | 5,710,913 |
| 1992年（平成04年） | 13,213   | 4,822,922 |
| 1993年（平成05年） | 13,822   | 5,045,188 |
| 1994年（平成06年） | 13,077   | 4,773,011 |
| 1995年（平成07年） | 13,804   | 5,052,087 |
| 1996年（平成08年） | 13,575   | 4,954,883 |
| 1997年（平成09年） | 13,824   | 5,045,939 |
| 1998年（平成10年） | 12,625   | 4,608,185 |
| 1999年（平成11年） | 13,045   | 4,774,516 |
| 2000年（平成12年） | 12,632   | 4,610,691 |
| 2001年（平成13年） | 13,385   | 4,885,392 |
| 2002年（平成14年） | 13,081   | 4,774,595 |
| 2003年（平成15年） | 13,289   | 4,863,647 |
| 2004年（平成16年） | 13,596   | 4,962,463 |
| 2005年（平成17年） | 13,797   | 5,035,902 |
| 2006年（平成18年） | 14,027   | 5,119,843 |
| 2007年（平成19年） | 14,145   | 5,177,248 |
| 2008年（平成20年） | 13,640   | 4,978,449 |
| 2009年（平成21年） | 12,974   | 4,735,418 |
| 2010年（平成22年） | 12,669   | 4,624,074 |
| 2011年（平成23年） | 12,628   | 4,622,021 |
| 2012年（平成24年） | 13,008   | 4,747,920 |
| 2013年（平成25年） | 13,615   | 4,969,487 |
| 2014年（平成26年） | 13,781   | 5,029,942 |
| 2015年（平成27年） | 14,157   | 5,181,510 |
| 2016年（平成28年） | 14,049   | 5,127,709 |
| 2017年（平成29年） | 13,987   | 5,105,324 |
| 2018年（平成30年） | 13,874   | 5,063,996 |
| 2019年（令和元年） | 13,734   | 5,026,823 |

## 駅周辺

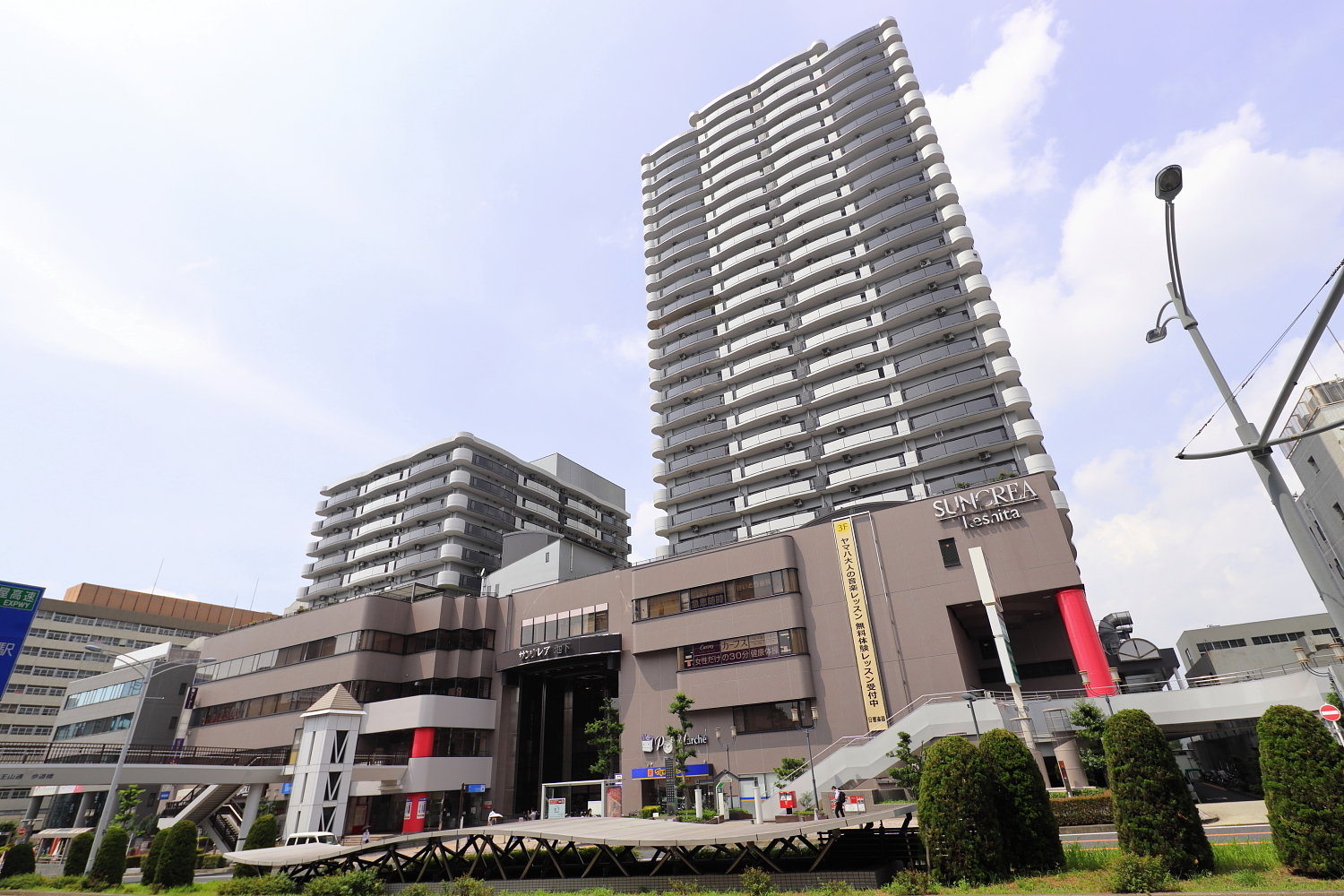
サンクレア池下（2022年6月）

駅周辺は、サンクレア池下を中心に、商業地区として再度の発展を目指している。ナゴヤセントラルガーデン、古川美術館などの最寄り駅である。千種警察署などが最寄りにある。周辺の一角には中高層の店舗兼共同住宅を中心とした住宅地区もある。
駅より西は熱田台地で平坦な地形、東は東山丘陵で起伏の多い地形となっている。

### 周辺の施設
- サンクレア池下 - 2番出入口が設置されている。
- グランドメゾン池下ザ・タワー - 池下車庫跡地。
- 国土交通省中部地方整備局愛知国道事務所 - 池下車庫跡地。
- 名古屋市千種区役所 - 2023年（令和5年）より改築工事中。工事中は東星ふれあい広場（星が丘山手）の仮設庁舎に移転している[11]。
  - 名古屋市千種保健センター
- 千種警察署
- 池下商店街
- 池下本通商店街
- 古川美術館
- 蝮ヶ池八幡宮
- ホテルルブラ王山（公立学校共済組合名古屋宿泊所）
- ナゴヤセントラルガーデン
- 東春信用金庫名古屋支店
- 愛知工業大学名電中学校・高等学校
- 錦通
- 広小路通（愛知県道60号名古屋長久手線）

## 池下バスターミナル

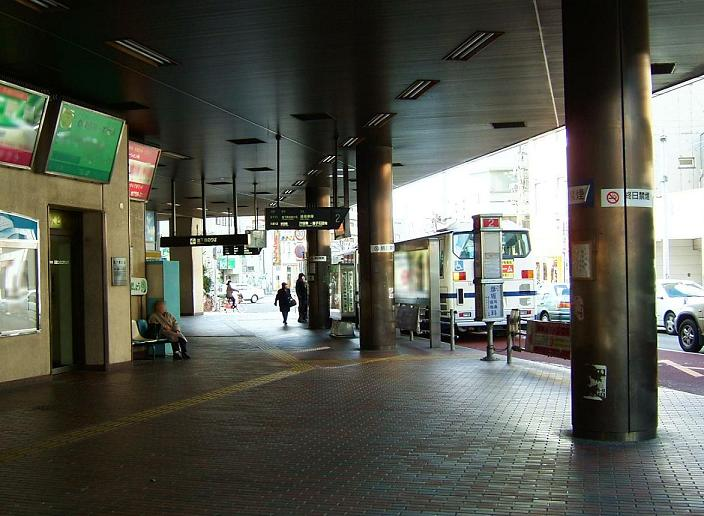
池下バスターミナル（2005年1月）

### バス路線

#### 名古屋市営バス
名古屋市営バス「池下」バス停
1番出入口隣接のバスターミナルと、広小路通沿いの停留所が存在する。ターミナル内ののりばは4ヶ所。
- 幹砂田1：池下 - 大森車庫（振甫町経由）
- 幹砂田1：池下 - 砂田橋・大森車庫（清明山経由）
- 金山11：池下 - 桜山・金山
- 池下11：池下 - 猪高車庫（今池経由・猫洞通経由）
- 茶屋12：池下 - 猪子石団地・汁谷東
- 千種巡回：地下鉄自由ヶ丘 - 池下 - 地下鉄自由ヶ丘（右回り・左回り）
- 深夜1系統：栄 - 池下 - 藤が丘（バスターミナルには入らない）

## 池下車庫
池下車庫（いけしたしゃこ）は愛知県名古屋市千種区池下町の地上部にあった、名古屋市営地下鉄の車庫である。
跡地は、社会保険庁に売却され、愛知厚生年金会館となったのち、民間企業に売却され、現在は分譲タワーマンション「グランドメゾン池下ザ・タワー」、「グランドメゾンThe池下ガーデンタワー」となっている。

### 概要
昭和35年6月の地下鉄東山線栄町～池下間の延伸開業と同時に「池下車庫」として開設された。
土地は路面電車の池下車庫用地に加え、隣接した淑徳高校の用地を買収し、総面積2万4472平方メートルの用地に収容能力77両の名古屋の地下鉄初の本格的な車庫を設けた。
その後、昭和44年4月に開設された、藤ケ丘工場に役割を譲り、廃止された。

### 業務
毎日の点検から全般検査に至るまで東山線の車両保守を行っていた。

### 施設
事務所棟、教習所、修車工場、検車工場、整備工場、変電所、留置線が存在していた。

### 本線との接続
地下の本線と地上車庫との連絡は，池下駅の西（名古屋方面）約170mの位置にある両渡り線（2003年に片渡り線化）より分岐し、45‰の急勾配の引上線で繋がっていた。現在も地下の留置線部分はそのまま残っており、夜間に車両が留置されている。地上へ繋がる線路は途中で分断されており、保守基地となっている。

## 隣の駅
名古屋市営地下鉄
 東山線
今池駅 (H13) - 池下駅 (H14) - 覚王山駅 (H15)